# Tohunga

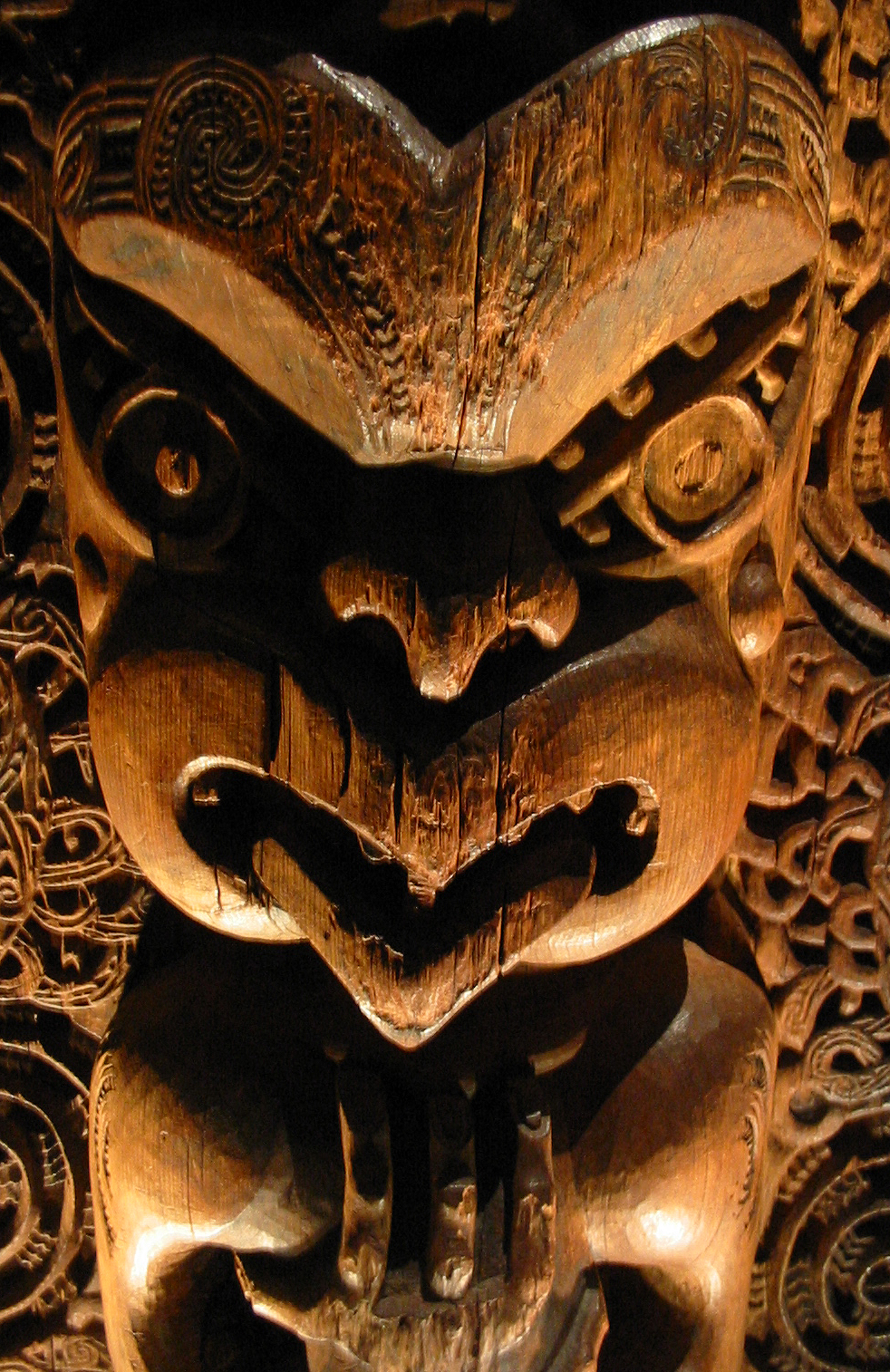
Rzeźbiony w drewnie detal domu, Ngāti Awa, XIX w.

Tohunga – w tradycyjnej kulturze Maorysów ekspert w jakiejś dziedzinie. Może być kapłanem znającym rytuały, uzdrawiaczem, budowniczym łodzi, rzeźbiarzem, nauczycielem itd. Pomimo wiedzy z różnych dziedzin tohunga zazwyczaj specjalizowali się jednej umiejętności. Odpowiednikiem na Hawajach jest kahuna. W zależności od uprawianej sztuki wyróżnia się szereg klas tohunga:
- Tohunga ahurewa: najwyższa klasa kapłanów
- Tohunga kiato: kapłani niżsi rangą
- Tohunga matakite: wróżbiarze
- Tohunga whakairo: drzeworytnicy
- Tohunga tātai arorangi: znawcy gwiazd
- Tohunga tārai waka: szkutnicy